# 花谷博幸
花谷 博幸（はなたに　ひろゆき、1971年 - ）は、日本の治療家であり、治療家向けの治療院経営コンサルタント。埼玉県出身。株式会社バランスの代表取締役。

## 経歴

### 生い立ち
1971年、東京都大田区にて出生した。父は左官職人。母は専業主婦。父は真面目で優しいが営業のできない職人だった。母は兄弟が全員商売をしているという明るい女性で若い時はホルモン屋を姉妹で営んでいた。その店に東京から来たお客が父だった。父の仕事は順調だったが、壁を塗っていく家もなくなり斜陽な業界と共に仕事がどんどんなくなると夫婦ケンカが増えていくのを見て「自分は絶対金持ちになる」と決意した。

### 学生時代
学生時代は、部活、生徒会長、恋愛、友情、中国語、整体学習、学業と多忙ながら青春を謳歌した。
高校1年生の時に、父親の勧めで当時「ムー」という雑誌に掲載していた池上六朗氏のセミナーに参加。そのまま入会することに。当時、学生服を着てセミナーに入り浸る。
この時、学生以外の大人と話をする機会を得る。
ある時、池上氏のセミナーが始まる前、鍼灸や整体学校の学生とラーメンを食べている時に、彼らのつまらない話を聞くことで「このまま行ったら俺もこんな風になる」と危機感を感じ、医学知識がない状態で先に留学をし、その後専門学校に行こうと決意。専門学校卒業して短期留学をする学生は一部いたが、逆のやり方を決意する。

### 留学時代
1989年に中国へ留学する。その年の5月に天安門事件が起こった。
1年目は山西大学にて語学留学。何もない地方大学だったこともあり、生まれて初めて勉強をし、勉強の楽しさを知る。1年目に中国全土を旅行(北京-上海-広州-海南島)。この時の目的地でもあった海南島にてなんて美しい場所があるのかと感動。のちに28年後、再び行くことになる。
2年目以降は人民医院という山西省で最も大きい病院にて研修。初めての外国人研修という事で年間5万円、住居食事付で針灸科、中医科、循環器科のトップドクターと一緒に研修をさてもらう。この時、埼玉医科大学より中医学を研修に来ていたDr大野修嗣氏と一緒に生活し、研修することができたことが契機となり西洋医学に興味を持つ。
留学時代は仲間にも恵まれ、勉強することで成果を実感できること、そして語学を通して生まれる体験がとても面白く、生まれて初めて、勉強することがとても楽しく感じた時期だった。中国語、中医学を中心とした異文化体験がコミュニケーション能力を引き上げ、治療家として察する能力は言語学習からあると思っている。
留学に期限はあえて設けなかったものの、ある頃から焦燥感に勝てなくなり帰国。当時は「JAPAN as NO1」と言われた時代だったため、日本で勝負をしてみたいという気持ちがとても強かった。
帰国後、早稲田医療専門学校に入学。

### 開業
1992年専門学校在学中に開業。当時カルチャーセンターで気功を指導。そこのオーナーから開業を勧められ親から60万円の借金をして開業する。当時の手技の内容は「三軸修正法」を基本に針灸を合わせたものである。
貧乏治療院だったが、その後の学費と生活費は全てそこから捻出。同時に医学部を志し予備校にも同時に通学する。
1995年、鍼灸師の免許取得と共に、事業に専念。
最初に借りた治療院は裁判の抵当物件で翌年すぐに出ることになり、マンション５階の一室にて６年間運営。
1999年、初めてのテナント2階を借りて運営。スタートから２か月目にして階下の餃子屋より火事になり約１か月間休診になる。
この時の火事の見舞金は５万円。最後は不動産と餃子屋と花谷とで、条件交渉が行われ、「一発殴らせろ」でケリをつけた経緯がある。
火事後リフォームした治療院で6年間運営し、再度移転。この時からスタッフの増員があり個人治療院からチーム制治療院へ変態していく。
2009年に隣駅にある柳瀬川駅徒歩1分「ぺあもーる商店街」にてバランス整骨院を分院として開設。
2013年には本店を閉め、分院に統合。

### コンサルティング活動へ
師匠池上六朗氏の勉強会に10年参加。「こんな人になりたい」という想いから始まった治療家人生だったが、開業したものの上手くはいかなかった。もし当時すでに結婚をしていたら廃業していたかもしれないが、独身で物欲のない性格だったため助かった。ある時から勉強会の兄貴分である羽田茂雄氏から目を賭けてもらうことが増え、テナントを借りる際には多大な知恵と勇気をもらった。その頃からどうしても成功して日本最高の池上先生に恩返しをしたいと強く想っていた。これだけのことを教わっていながら、数字も出せない自分がとても悔しかったことが原動力となり、治療院経営を本格的に勉強するようになる。
のちに石原明氏の「3％倶楽部」に入会して可愛がってもらうようになる。
良い治療に自己啓発、心理学、マーケティングを入れ込む研究をすることで治療院の数字が飛躍的に伸びる体験と実験を行った。そして、そのストーリーをもとにPCC(プロフェッショナル・コーディネーターズ・クラブ)という組織を作り上げ、セミナー事業がスタートする。
恩返しの一つとして、毎年、師匠池上六朗氏を特別講師として招聘して講師料を手渡す。これを10年間続けた。
2013年、PCCを一旦閉会とし、同時にPCC治療家塾を発足。レポートコンテンツから音声コンテンツに切り替える。また経営中心のセミナーから治療術中心のセミナーに動いた。
治療能力開発、美脚、コモリング、小顔顎矯正、骨盤矯正、ストレス解放、急性腰痛、妊婦整体、膝関節、デスクワーク肩こり、猫背矯正、頚椎矯正など、治療のオプションとして幅を持たせるための施術方法を展開。
そして、治療コンサル会から生まれた「バランススタイル講座」。これは自身の治療の根幹となる部分ですべてのOPとのつながるジョイントになるものとなる。これを3期限定で行う。

## 近年の活動
30代は治療家向けの治療院経営を中心のPCCの活動中心に全国でセミナーを行う。
40代はPCC治療家塾としての治療家とエステティシャンへのセミナー活動(大量のセミナーコンテンツを生み出す)と共に、整骨院の運営、執筆活動と監修活動。
エステティシャン向けに技術展開したことにより、海外でのセミナーも実施。(中国海南省にて)。毎日のブログ、毎月のレポート、年4回の業界紙「ひーりんぐマガジン」の連載原稿、数年に一度の著書執筆がある。
そして2017年より「ターボセルプレミアムベルト」の監修とテレビ出演を多数行っている。

## 人物
タバコとパチンコを毛嫌いしている。
だらしない人が許せない。
飲酒はビールとウイスキーを愛飲している。
近年は糖質ダイエットにより、スーパードライから無糖ビールへ変更し、ジムトレーニングを行っている。
焼肉、馬刺し、羊肉が好き。昔から阪神タイガースが好き。鈴木ちなみのファン。
花谷語録として、「成果は準備に比例する」「与えるとは励ましと啓発」「成功とは面倒、複雑、批判、責任を受け入れること」「治すとは感情を変化させること」などがある。

## 著書
- 「成功する治療院経営」2003年
- 「魔法のBDダイエット―プロフェッショナルは知っている ダイエットの成功は始める前に決まっている!」ごま書房、2007年 ISBN 978-4341131319
- 「成功する治療院・サロン経営―口コミ1番店の作り方」ナツメ社、2007年 ISBN 978-4816342790
- 「超音波検査必携肩こり・腰痛解消BOOK」医歯葉出版、2009年 ISBN 978-4263221679
- 「口コミ繁盛店のつくり方」アニモ出版、2012年 ISBN 978-4897951355
- 「繁盛治療院のしくみ 214の絶対法則」アニモ出版、2014年 ISBN 978-4897951614
- 「はじめての人でも成功する! 治療院リラクゼーション経営塾」かんき出版、2017年 ISBN 978-4761272340
- 「肩を回せばねこ背は治る! (21世紀型ねこ背を撃退する特効体操)」マキノ出版、2019年 ISBN 978-4837613435